# Lilla Fisklösen, Östergötland
Lilla Fisklösen är en sjö i Finspångs kommun i Östergötland och ingår i Motala ströms huvudavrinningsområde.